# Ezio (opera)
Ezio (HWV 29) er en opera af Georg Friedrich Händel, skrevet for Royal Academy of Music til en libretto af Pietro Metastasio. Metastasios libretto var delvist inspireret af Jean Racines skuespil Britannicus. Librettoen har også været grundlag for en opera af samme navn af Nicola Porpora. Dette værk havde fået premiere fire år tidligere. Gluck har også skrevet to operaer med titlen Ezio. Händels Ezio betragtes som en af de reneste eksempler på opera seria med dens ensemblefri stil.

## Opførelseshistorie
Operaen fik sin første opførelse på King's Theatre i London den 15. januar 1732. Den blev kun spillet fem gange, før den blev taget af plakaten; den blev Händels største operafiasko. Den blev ikke genopført i London før 1977, hvor Handel Opera Society spillede den på Sadler's Wells Theatre. Winton Dean har peget på den kunstneriske uforenelighed mellem librettoens mere "klassiske" karakter overfor musikkens mere "romantiske" udtryk som forklaring på værkets skæbne. I maj 2009 blev den opført Rokokotheater i Schwetzingen som en del af Schwetzingen Festival. Forestillingen var iscenesat af Günter Krämer og havde Yosemeh Adjei i rollen som Ezio og blev også udsendt på den tyske kanal 3sat den 19. september 2009.

## Roller
| Rolle                               | Stemmetype | Originalbesætning, 15. januar 1732 (Dirigent: -) |
| ----------------------------------- | ---------- | ------------------------------------------------ |
| Ezio (Aetius), romersk general      | Kastratalt | Senesino                                         |
| Fulvia, hans kæreste                | Sopran     | Anna Maria Strada                                |
| Valentiniano, romersk kejser        | Alt        | Anna Bagnolesi                                   |
| Onoria, hans søster                 | Alt        | Francesca Bertolli                               |
| Massimo, Fulvias far                | Tenor      | Giovanni Battista Pinacci                        |
| Varo, præfekt for Prætorianergarden | Bas        | Antonio Montagnana                               |

## Synopsis
Hovedpersonen er den romerske general Flavius Aetius fra det femte århundrede e.Kr., der vender tilbage til Rom fra sin sejr over Attila.

## Disksografi
- VOX 1995: Manhattan Chamber Orchestra, D'Anna Fortunato, Julianne Baird, Jennifer Lane, Nathaniel Watson, Frederick Urrey, Raymond Pellerin, Johannes Somary.
- Deutsche Grammophone, 2009: Il complesso Barocco; Hallenberg, Gauvin, Prina, Giustiniani, Priante, Alan Curtis (dir.).

## Links
- Italiensk libretto Arkiveret 16. juli 2011 hos  Wayback Machine
- Partitur Arkiveret 9. maj 2022 hos  Wayback Machine (ed. Friedrich Chrysander, Leipzig 1880)